# جورج بيت
جورج بيت (بالإنجليزية: George Pitt)‏ هو سياسي أسترالي، ولد في 1 ديسمبر 1872، وتوفي في 16 أبريل 1932 في لاونسستون في أستراليا.